# 米夏埃尔·格罗斯
米夏埃尔·格罗斯（德語：Michael Groß，1964年6月17日—），德国前男子游泳运动员。他身高201（6英尺7英寸），绰号“信天翁 ”，曾获得3枚奥林匹克运动会游泳比赛金牌以及多枚世界游泳锦标赛奖牌。